# Estreptobacilo
Streptobacillus, também conhecido como estreptobacilo, é um gênero de bactérias Gram-negativas microaerofílicas fastidiosas, que crescem em cultura como bastonetes em cadeias.